# Ilkka Laitinen

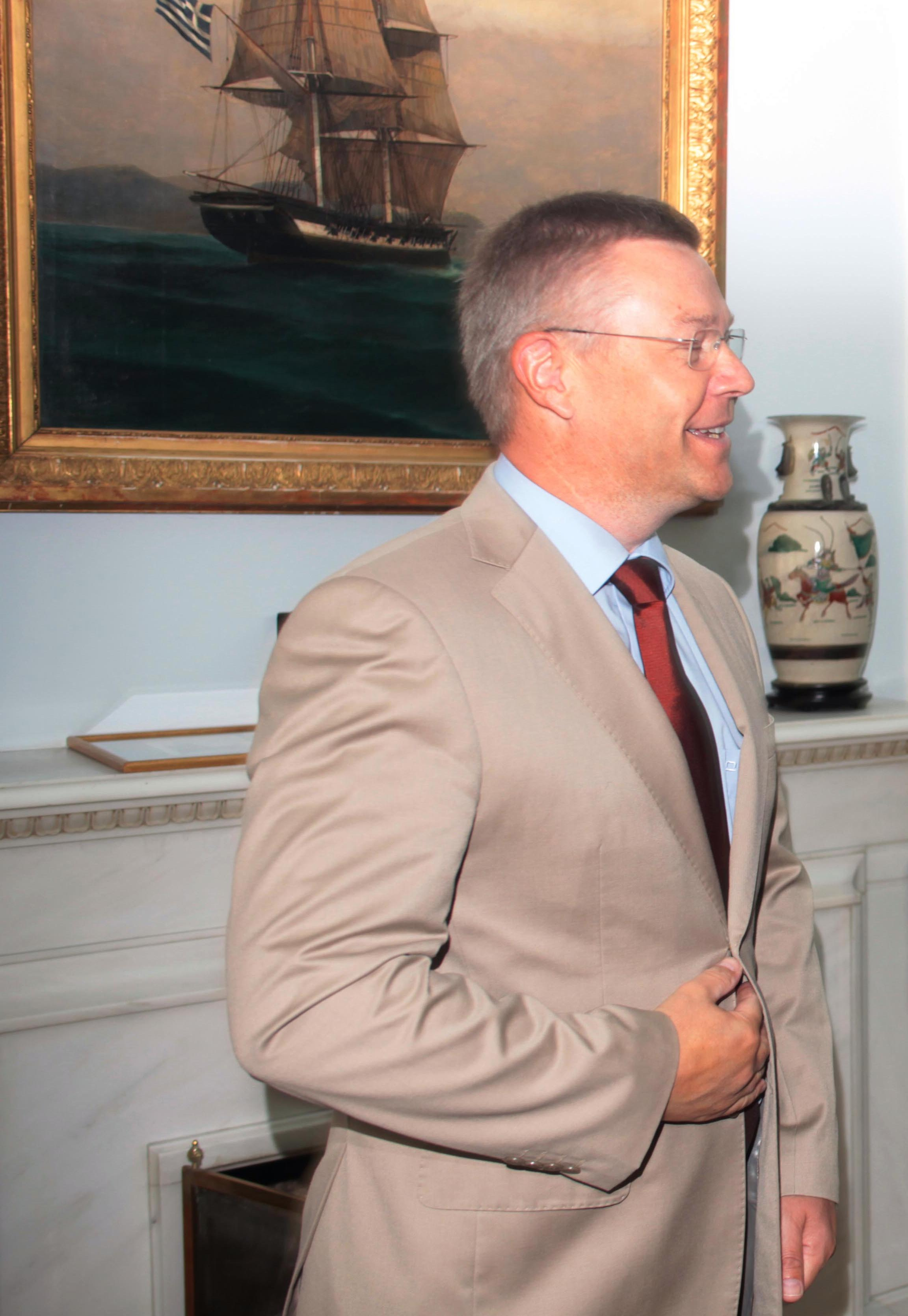
Ilkka Laitinen, 2008

Ilkka Pertti Juhani Laitinen (* 22. August 1962 in Nurmes, Finnland; † 29. September 2019) war ein finnischer Grenzschutzoffizier im Rang eines Generalleutnants.
Von 2005 bis 2014 war er Leiter der in Warschau ansässigen Frontex, der „Europäischen Agentur für die operative Zusammenarbeit an den Außengrenzen“. Dabei befasste er sich insbesondere mit Problemen, die im Zusammenhang mit dem Schengener Abkommen in Griechenland und in der Türkei entstanden.
Zu dem Vorwurf, dass Frontex-Mitarbeiter im Jahr 2012 das illegale Push-Back-Verfahren angewendet hätten, sagte Laitinen als Chef der Grenzsicherungsagentur: „Ich kann nicht bestreiten, dass es diese Fälle gegeben hat.“ Beim Push-Back-Verfahren werden Flüchtlingsboote vom offenen Meer zurück an die Küste gedrängt.
Ab 2018 war Laitinen Kommandeur des finnischen Grenzschutzes. Diesen Posten musste er Anfang September 2019 wegen einer schweren Krankheit verlassen, der er am Ende desselben Monats erlag.